# Förskoleseminariet i Jönköping
Förskoleseminariet i Jönköping  grundades 1963  i provisoriska lokaler i en våning i hörnet Gjuterigatan/Kapellgatan. Utbildningen flyttade 1965 till Bäckalyckans herrgård och 1975 till Lärarhögskolans lokaler i tidigare Kommunala flickskolan på Gjuterigatan 23–25 nära Västra torget. 
År 1977 inrättades Högskolan i Jönköping och både Lärarhögskolans och Förskoleseminariets utbildningar blev en del av den nya högskolan. Lärarhögskolans och Förskoleseminariets utbildningar blev en del av den nya Högskolan för lärande och kommunikation, som  bildades 1994 i samband med att Högskolan i Jönköping övergick till stiftelseform. Denna låg kvar i lokalerna på Gjuterigatan till år 2000, varpå de flyttade in på det nya högskolecampusområdet på tidigare Jönköpings Mekaniska Werkstads fabriksområde.